# Aposchizomyia brevis
Aposchizomyia brevis är en tvåvingeart som beskrevs av Gagne 1993. Aposchizomyia brevis ingår i släktet Aposchizomyia och familjen gallmyggor.
Artens utbredningsområde är Kenya. Inga underarter finns listade i Catalogue of Life.